# ハーレーダビッドソン・クルーザー
クルーザー (CRUISER) は、アメリカのオートバイメーカー、ハーレーダビッドソンが製造するクルーザータイプのオートバイシリーズの一種。

## 概要
1971年から2017年に販売されたダイナシリーズが廃止され、2018年にソフテイルシリーズへ統合後、2022年よりハーレーのシリーズ名が一新されクルーザーシリーズとなった。エンジンは2018年より登場した「ミルウォーキー エイト」で107ci（1,745cc）と114ci（1,868cc）が設定され、2022年からハーレー史上最大となる117ci（1,923cc）が追加。従来のシリーズ名から「M8ソフテイル」とも呼ばれる。
伝統的なアメリカンクルーザーから最新デザインを採り入れたカフェレーサースタイルまで揃えている。

## クルーザーファミリー[5][6]
- FXST - ソフテイル スタンダードとも表記。シンプルなボバースタイルでクルーザーシリーズとなってから、従来のスポークホイールからキャストホイールに変更となった。
- FLHCS - ヘリテイジ クラシック114とも表記。ディープフェンダーや革製サイドバッグや着脱可能な大型スクリーンを装備する伝統的スタイル。
- FXBBS - ストリートボブ114とも表記。エイプハンガーバーやチョップドフェンダーなどのチョッパースタイルで、従来のスポークホイールからアルミキャストホイールに変更となった。
- FLFBS - ファットボーイ（英語版）114とも表記。1991年のデビューから30年以上製造されているモデルで、フロント160サイズ、リア240サイズの太いタイヤが特徴。ディッシュホイールが、スポークを持つオープンセンタースタイルに変更。
- FXFBS - ファットボブ114とも表記。倒立式のカートリッジフォークと前後16インチサイズのファットタイヤが特徴。
- FLSB - スポーツグライドとも表記。着脱可能なカウルとハードサイドバッグを備え、フロント18インチ、リア16インチのスポーティスタイル。倒立フォークや外部プリロード調整機能付リアモノショックを装備。
- FXBRS - ブレイクアウト114とも表記。フロントの大径21インチと、リアの240幅という極太タイヤの人気車種。2023年より117ciエンジンを搭載し、FXBRブレイクアウト117となる。
- FXLRS - ローライダーSとも表記。旧ダイナファミリーとして名を連ねていた人気モデル。クルーザーシリーズとなった2022年よりハーレー史上最大の117ciエンジンを搭載。
- FXLRST - ローライダーSTとも表記。2022年に登場し、ニューフェアリングや着脱可能式サドルバッグを装備したロングツーリング仕様で、ローライダーSとともに117ciエンジンを搭載。
- FLI - ハイドラグライドリバイバルとも表記。 1949年のHydra-Glideの誕生から75周年を記念し、2024年にシリアルナンバー入りの限定生産モデルとして復活。